# Астральна фаза
Астра́льна фа́за (буквально зоряна фаза, від грец. αστρον — зоря) — за більшістю існуючих гіпотез про походження Землі, фаза її догеологічного розвитку.
Астральна фаза тривала від часу згущення газово-пилуватої маси в планетарне небесне тіло до утворення первісної земної кори, що походить з остиглої магми.
Іноді астральну фазу називають планетарною ерою в історії Землі.